# Mycomya flaviventris
Mycomya flaviventris är en tvåvingeart som beskrevs av Enrico Adelelmo Brunetti 1912. Mycomya flaviventris ingår i släktet Mycomya och familjen svampmyggor. Inga underarter finns listade i Catalogue of Life.